# 藍の館
藍の館（あいのやかた）は、徳島県板野郡藍住町にある藍に関する博物館。藍住町の歴史館。とくしま88景に選定。阿波歴史文化道に指定。

## 概要
1987年（昭和62年）に大藍商であった旧奥村家の屋敷を11代当主である奥村武夫が藍住町に寄付し、1996年（平成8年）に藍の館として開館した。2007年（平成19年）には現在の天皇・皇后（当時の皇太子・皇太子妃）が訪れ、藍染め体験をした。
奥村家文書や藍に関する民俗資料などが展示されている。このうち、阿波藍の栽培加工に関する資料が「阿波藍栽培加工用具」の名称で国の重要有形民俗文化財に指定されている。また館内の東寝床では実際に藍染めを体験することができる。また、奥村家住宅主屋、蔵の2棟が国の登録有形文化財に登録されている。

## 基礎データ

### 所在地等
- 〒771-1212 板野郡藍住町徳命字前須西

### 開館時間
- 9:00〜17:00

### 休館日
- 12月28日〜1月1日（火曜日、ただし祝日は開館）

### 入館料
- 一般 - 300円
- 高校生・中学生 - 200円
- 小学生 - 150円